# Arnstein Johansen
Arnstein Johansen, född 19 juni 1925 i Fredrikstad, död 26 september 2013, var en norsk dragspelsmusiker. Johansen var verksam framförallt inom jazz och gammeldans och är känd från en rad inspelningar och internationella samarbeten.
Johansen studerade under Ottar E. Akre, Thorleif Ekren och Gunnar Sønstevold, samt vid Norges Musikhögskola. Efter Andra världskriget spelade han i en duo med Rolf Andersen innan han reste till USA där han uppträdde med Pietro Frosini, Guido Deiro och Anthony Galla-Rini.  
Han gav ut en rad soloskivor, ett antal med «Arnstein Johansen kvartett»vintett (Gammeldans, Hæla i taket, A.J.'s freskeste, I ring og feiende sving, Evergreens, Tea for two, Crazy rhythm, Out of nowhere og Too late now).  Han har också spelat med Sverre Cornelius Lund, samt medverkat på verk av Alf Prøysen med mera.
Johansen komponerade kända stycken som Cornellipolka, Vals i C, och Førdeminner.
Han var hedersmedlem i Norske Trekkspilleres Landsforbund (Norska Dragspelssamfundet) och diverse lokala spelmanslag som Mo Trekkspillklubb.

## Priser och utmärkelser
- 2006 – Albin Hagströms Minnespris